# Pisoliti

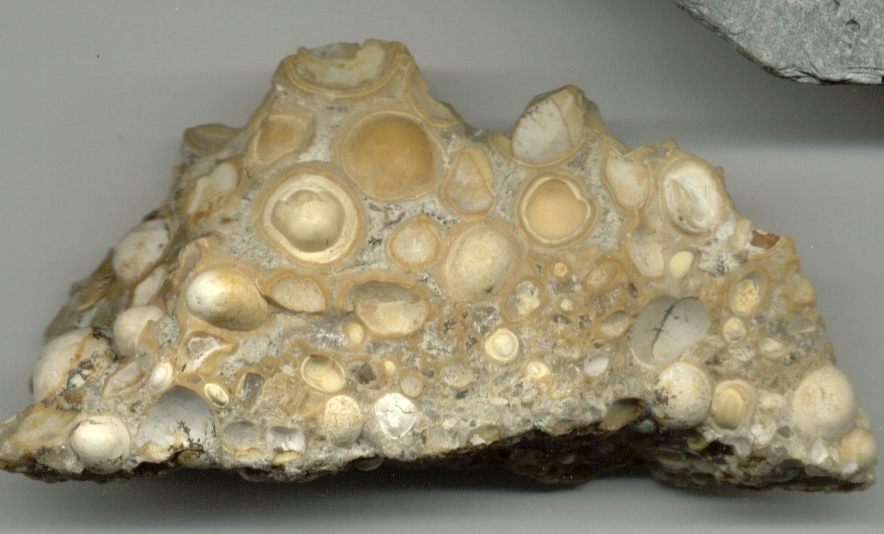
Frammento di calcare pisolitico proveniente dal Brasile, bacino di Itaboraí, Rio de Janeiro. Le pisoliti hanno diametro medio centimetrico.

Le pisoliti sono corpi di forma globosa (sub-sferica o ellittica), più o meno regolare, costituiti da una successione di lamine carbonatiche grossolanamente concentriche, di dimensioni generalmente variabili tra alcuni millimetri e qualche centimetro. Queste strutture si formano tipicamente in climi aridi o semiaridi, per precipitazione di carbonato di calcio nei terreni calcarei, in ambiente subaereo, per opera delle acque vadose (le acque percolanti nella parte più superficiale del terreno, tra la superficie e la falda freatica).
Si possono formare anche in ambiente di grotta, e in tal caso sono note come "perle di grotta".

## Descrizione
Questi corpi concrezionati sono in genere molto più irregolari ed hanno dimensioni maggiori rispetto a strutture apparentemente simili come le ooliti (aventi un'origine del tutto diversa); a un'analisi di dettaglio mostrano infatti che il loro accrescimento è stato ripetutamente interrotto da fenomeni di fratturazione e dissoluzione; inoltre, materiale calcareo della stessa generazione di quello che forma le lamine si riscontra comunemente nella roccia incassante, come riempimento di fratture e cavità di dissoluzione. 

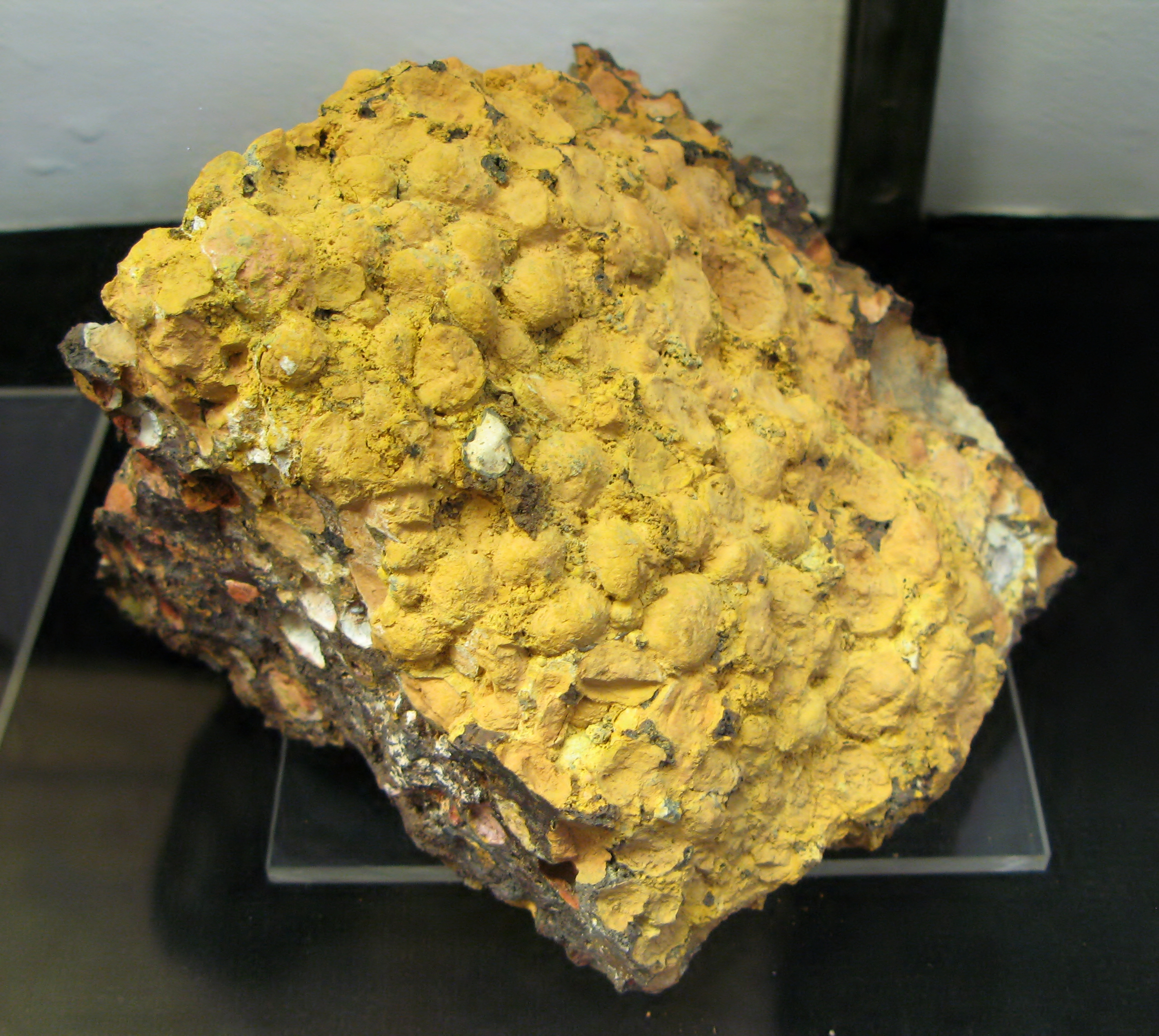
Bauxite pisolitica proveniente dal Montenegro, Petrovići. Le pisoliti hanno diametro medio centimetrico.

Le lamine risultano quasi sempre ispessite nella parte bassa di questi corpi, derivando dalla precipitazione di acque vadose tendenti ovviamente ad infiltrarsi verso il basso (analogamente a quanto avviene per le formazioni stalattitiche in ambiente di grotta). Al contrario, la presenza di eventuali sedimenti (silt vadoso e argilla) risulta concentrata nella parte alta dei depositi pisolitici.
Tutte queste caratteristiche indicano che le pisoliti si formano e si accrescono in situ.
Si tratta in effetti di concrezioni che si formano tipicamente, attraverso complessi fenomeni di pedogenesi, in terreni calcarei di clima arido o semiarido caratterizzati da depositi di caliche.
Si formano spesso concrezioni pisolitiche anche nelle bauxiti derivate dall'alterazione di rocce carbonatiche.